# Henry Adefope

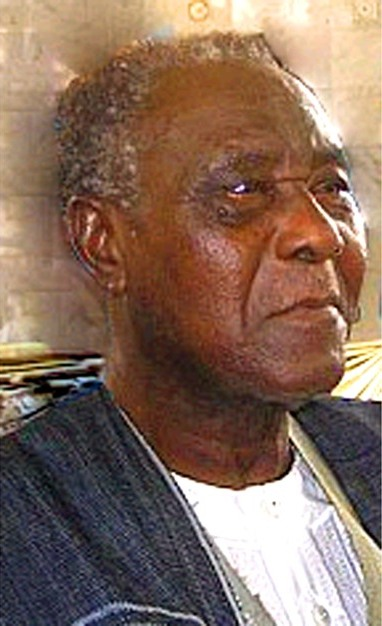
Henry Adefope

Henry Edmund Olufemi Adefope (* 15. März 1926 in Kaduna; † 11. März 2012 in Lagos) war ein nigerianischer Politiker und IOC-Mitglied.

## Leben
Als Absolvent der Glasgow University (1947–1952) begann Adefope seine Karriere bei der nigerianischen Armee, bei der er als Arzt von 1953 bis 1963 im Rang eines Brigadegenerals tätig war. Er war Nigerias Minister für Arbeit 1975 bis 1978 und Außenminister von 1978 bis 1979. Er spielte selbst Fußball, Tennis und Cricket.
Adefope war von 1985 bis 2006 Mitglied des IOC, danach Ehrenmitglied. Er war vor allem aktiv in der Förderung des afrikanischen und des Nachwuchssports in seiner Heimat Nigeria, wo er von 1967 bis 1976 Mitglied des Nationalen Olympischen Komitees war. 1973 leitete er das Organisationskomitee der All-Africa Games in Lagos und er war Vizepräsident der Commonwealth Games Federation von 1974 bis 1982.